# Episodi di Siska (nona stagione)
| nº | Titolo originale                  | Titolo italiano             | Prima TV Germania | Prima TV Italia  |
| -- | --------------------------------- | --------------------------- | ----------------- | ---------------- |
| 1  | Das Gewissen des Mörders          | La coscienza dell'assassino | 2006              |                  |
| 2  | Dunkler Wahn                      | Oscura follia               | 2006              |                  |
| 3  | Ankündigung eines schnellen Todes | Loschi traffici             | 2006              | 28 dicembre 2008 |
| 4  | Stirb, damit ich glücklich bin    | Primo anniversario          | 2006              |                  |
| 5  | Liebe vor dem Tod                 | Passaggio fatale            | 2006              | 28 dicembre 2008 |